# Corchiano
Corchiano è un comune italiano di 3 526 abitanti della provincia di Viterbo nel Lazio.

## Geografia fisica

### Territorio
Il paese è situato a est dei monti Cimini, nella valle del Tevere, in un pianoro di tufo generato in un periodo che va dai 400.000 ai 95.000 anni fa , dalla caldera vulcanica del Lago di Vico. L'antico borgo affaccia sulla forra del rio Fratta, oggi divenuta monumento naturale.

### Clima
Classificazione climatica: zona D, 1769 GR/G.

## Origini del nome
Il toponimo Corchiano deriverebbe dalla trasformazione del nome Hortiano, riconducibile probabilmente alla dea etrusca dell'agricoltura Horta.

## Storia
Un primo insediamento risalirebbe all'VIII secolo a.C., come testimoniato dal ritrovamento del sepolcreto di Caprigliano. La città antica è stata identificata con la Fescennium, citata in alcune fonti letterarie come luogo di nascita dei versi fescennini dell'Antica Roma.

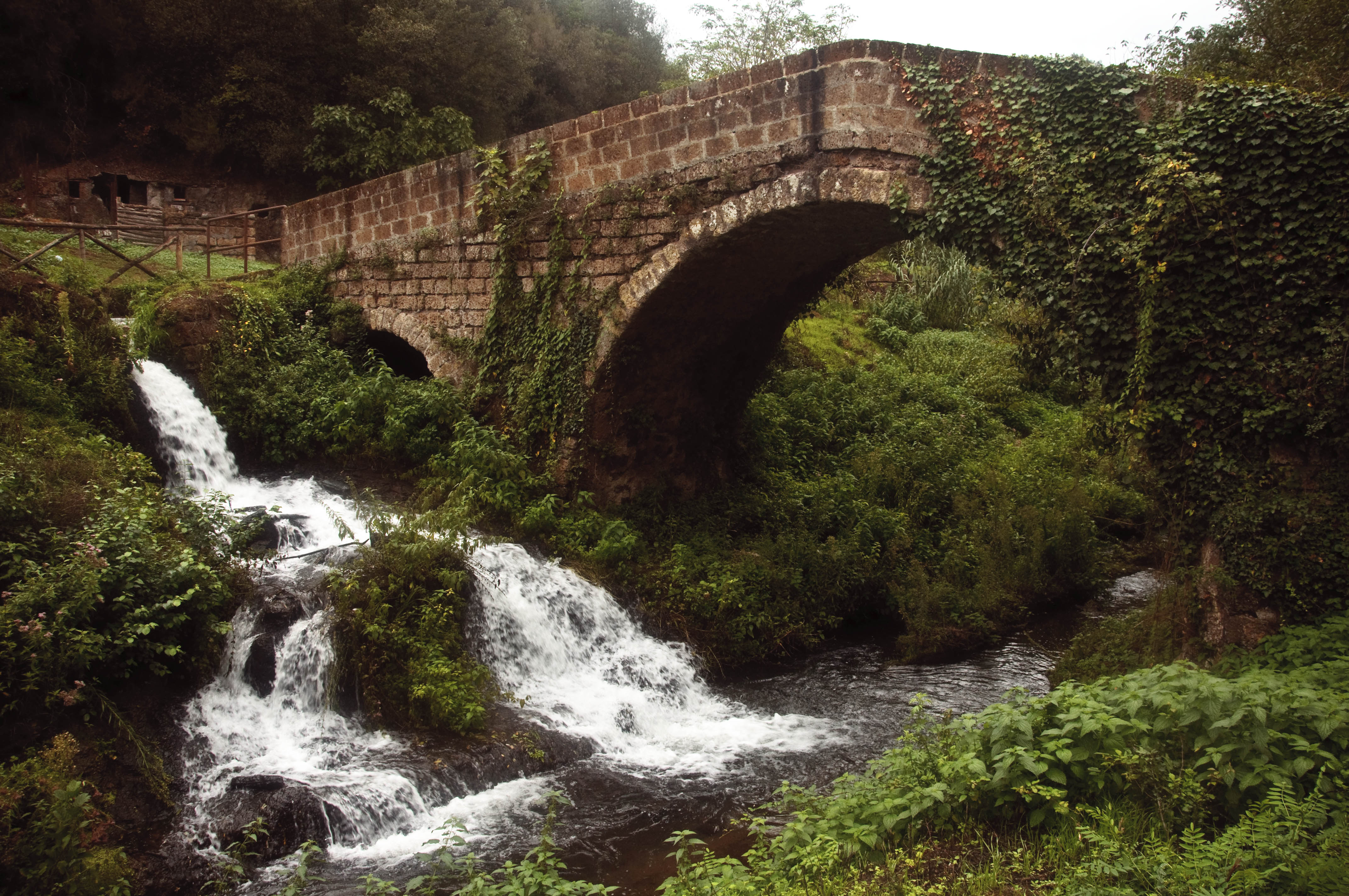
Forre di Corchiano, il ponte romano sul Rio Fratta.

Antica città falisca, Corchiano, fu dominio dei Farnese. Il borgo conserva l'impianto medievale, con vicoli tortuosi e suggestive piazzette.
Fino al medioevo il comprensorio dell'Agro Falisco visse un periodo di tranquillità, ma quando i Barbari scesero verso Roma saccheggiando e devastando, Falerii, nonostante le sue 50 torri e le possenti mura perimetrali, era troppo vulnerabile, per cui gli abitanti abbandonarono la città e si rifugiarono sui precedenti dirupi.
La vecchia Fescennium venne quindi riabitata intorno all'anno 1000, furono costruiti numerosi castelli ed il paese prese il nome di Hortiano, sotto la guida del capitano Ranieri di Farolfo. Altre famiglie si avvicendarono alla guida del paese tra cui i Di Vico, gli Orsini che vi rimasero fino al 1472. Nel 1534 entrò a far parte del Ducato di Castro per volontà di Paolo III Farnese, che donò tale ducato al figlio Pier Luigi Farnese. Fu questo il periodo più prospero per l'architettura corchianese.
Come in ogni loro feudo i Farnese costruirono una nuova rocca che andò morendo nei secoli successivi alla distruzione di Castro nel 1649 e, definitivamente abbattuta nel 1979, di cui rimangono alcuni monconi. Successivamente Corchiano passò alla Chiesa e ad altre signorie, venne occupata dalle truppe francesi nel 1798 per ritornare sotto la Camera Apostolica fino all'unità d'Italia, nel 1870.

## Monumenti e luoghi d'interesse

### Architetture religiose

#### Chiesa di Sant'Antonio
La chiesa è stata costruita in stile romanico con materiale tufaceo, presenta sul portale una scritta in un bel latino decadente: Egidio Ranaldi e Domenico Celli fondarono nel 1478 la chiesa in onore di S.Antonio.
Entrando, la chiesa si presenta di semplice aspetto con tetto a capriata.
Anticamente, l’edificio era una piccola cappella dedicata al Santo datata 1422, poi, aumentando l’affluenza dei fedeli, venne ampliata com’è allo stato attuale ed il portale si trovava per l’appunto all’altezza dell’arcata a chiusura della cappella.
Davanti all’abside, una macchina di S.Antonio di recente costruzione come pure l’altare.
Sulla sinistra si trova un affresco troppo rovinato, per cui non si conosce chi rappresenti, mentre ai lati, posti al termine delle navate, due affreschi; in quello a sinistra, S.Antonio e S.Atanasio nell’atto di narrare la vita di S.Antonio Abate, mentre a destra un affresco raffigurante il Santo.
Al centro della navata di sinistra, si trova un dipinto ad olio datato 1634, Nel quadro viene rappresentato il Cristo crocifisso, ai lati del quale, due angeli,mentre in basso, partendo da sinistra, notiamo un apostolo, seguito da Maria Maddalena, in ginocchio la Madonna pregante, S. Giovanni e S.Antonio Abate.

#### Chiesa di San Biagio
La chiesa principale di Corchiano risale alla seconda metà del Quattrocento e conserva al suo interno un pregevole ciclo di affreschi votivi eseguiti intorno al 1468 da Pancrazio Jacovetti da Calvi (di cui è stata riconosciuta la firma: "Pangratius de Carbio pinxit").
Sul resto della decorazione  pittorica, in particolare sull'affresco di San Biagio in trono, patrono del paese, e sui due santi vescovi identificabili sempre come San Biagio (per via del pettine, suo attributo iconografico) raffigurati nella parete opposta, la critica si divide tra Antonio da Viterbo il vecchio e un pittore denominato il Maestro di Gallese.
L’esterno della chiesa si presenta in forme semplici, con facciata di forma quasi quadrata e occhio centrale. Alla destra dell'edificio è posto un piccolo portale che, anticamente, era collocato al posto di quello principale.

#### Chiesa di Sant’ Egidio
La chiesa risale al XVI secolo.
Visibilmente rimaneggiata nel XVI secolo, deve avere certamente un'origine più’ antica, testimoniata tra l’altro dal loculo della facciata e dalle sei finestrelle con l’arco a tutto sesto visibili sui lati.
Il portale della facciata, in peperino, con stipiti modanati, riporta un'iscrizione centrale “EX ELEMOSINIS” 1510, inquadrata da due grifi in posizione araldica.
La monofora a tutto sesto, i cui stipiti sono arricchiti da motivi decorativi, porta sull’archivolto l’iscrizione: ” Beati cui adivverbu Dei ecus” cioè beati coloro che vengono nel nome di Dio.
Un recente restauro ha messo in evidenza la struttura muraria, che presenta blocchi di tufo tagliati in maniera irregolare e rincalzi in laterizio.
All'interno la chiesa si presenta ad una sola navata, con soffitto a capriata.
Le pareti, l’abside ed il presbiterio, sono ornati da affreschi attribuiti ai fratelli Alessandro e Bartolomeo Torresani. Nell’abside una crocifissione con ai lati; Santa Maria Maddalena e S.Giovanni apostolo sulla sinistra, sulla destra altri apostoli, ai piedi della croce, la Madonna piangente.
Al di sotto di questo affresco, si trovano tre dipinti: al centro, olio su tela, l’immagine di S.Biagio ed ai lati due affreschi, a sinistra S.Biagio ed a destra S.Valentino.
Alla destra dell’abside, una tela dipinta ad olio raffigurante l’immagine di S.Sebastiano martire.
A metà navata, racchiusi da due nicchie, due meravigliosi affreschi attribuiti anch’essi ai Torresani.
Sulla sinistra, le figure di S.Macario e S.Antonio abate, nell’atto di pregare per allontanare le tempeste ed i fulmini, a destra, l’affresco rappresentante S.Marco Evangelista.
Questi affreschi, venne poi dimostrato, vennero murati, durante una lunga pestilenza, e così rimasti fino al loro rinvenimento da parte di Don Domenico Amselmi

#### Chiesa della Madonna delle Grazie
Lungo la provinciale che porta al vicino borgo di Gallese sorge la chiesa della Madonna delle Grazie, interamente in pietra grezza.
All'interno spicca per maestosità e pregio l'altare centrale in stile barocco. Sopra l’altare un affresco raffigura l’effigie della Madonna delle Grazie, tanto cara alla comunità di Corchiano circondata da S.Biagio, a sinistra e S.Valentino a destra, protettori di Corchiano.
L’attuale aspetto della chiesa si deve al restauro voluto da Don Domenico Anselmi nel 1987, che fece anche realizzare il sagrato prospiciente la chiesa e la facciata con pietre a vista.

#### Chiesa Santa Maria del Rosario
La Chiesa è risalente alla prima metà del Quattrocento è situata nella parte vecchia del paese, presenta esternamente, a livello architettonico e decorativo, un campanile a vela e due portali in peperino, di questi, il primo, centrale, riporta la data del 1423, mentre il secondo, laterale e più piccolo, viene realizzato nei primi anni del Novecento, sebbene la cornice provenga dall'antica chiesa romanica di San Valentino, demolita dopo l'Unità d'Italia. Ristrutturata nella prima metà del secolo XX, la parrocchiale è divisa in tre navate e custodisce nella parete absidale una pregevole immagine della Vergine Maria con il Bambino che reca la corona del rosario ai santi Domenico di Guzman e Caterina da Siena. L'opera, un olio su tela del 1745, è del pittore Marco Caprinozzi di Civita Castellana.
Benché il ciclo pittorico sia stato in gran parte ricoperto da contro pareti erette durante i lavori di ristrutturazione, nella contro facciata si scorgono tre pannelli votivi, riferibili alla fine del Quattrocento.
Interessanti sono le raffigurazioni di San Rocco e di un Giovane santo, ben descritte nei tratti e nelle vesti rinascimentali. Inoltre, lo stile, di chiara derivazione umbro viterbese, si ritrova nell'immagine di Sant'Antonio, nonostante il tratto più marcato e i lineamenti più popolareschi.

#### Chiesa della Madonna del Soccorso
Sulla strada per Vignanello, troviamo una chiesa rinascimentale attribuita a Giuliano da Sangallo risalente al XV secolo: la “Madonna del Soccorso”, chiesa riconosciuta e dichiarata nel 1902 monumento nazionale. All'interno è scompartita in tre navate. Presenta diversi affreschi realizzati tra il secondo Cinquecento e il primo Seicento. In uno di questi, il primo a sinistra si riconosce la firma di Alessandro Torresani e la data 1553. Nella terza cappella di destra, invece, detta del Paradiso, precedentemente attribuita agli Zuccari, è stato riconosciuto il contributo di Lorenzo Torresani da Laura Russo, ipotesi anche avallata da altri studiosi.

### Monumenti Civili/Militari
- Torrione della Rocca Farnese, unica testimonianza rimasta dell'imponente castello, poi demolito nel 1979 per motivi statici.
- Fontana Farnese a sei cannelle.

### Monumento Naturale - Forre di Corchiano
Si tratta di una zona situata lungo il Rio Fratta, un affluente del Tevere, ricca di bellezze naturalistiche e di importanti testimonianze del passato, come cavernette preistoriche e protostoriche, tombe e vie cave falische, un ponte romano, un tratto della via Amerina, antiche mole, opere idrauliche falische, nonché una centrale idroelettrica che, in funzione fino ai primi anni Sessanta del Novecento, rappresenta un interessante esempio di archeologia industriale.
La designazione a monumento naturale da parte della Regione Lazio è giunta nel luglio 2008 ed è la seconda a interessare il Comune del viterbese di Corchiano (Il monumento naturale è stato istituito con D.P.R.L. 30 ottobre 2008, n. 635), dove fin dal 2000 è stato istituito il monumento naturale di Pian Sant'Angelo. 

### Aree naturali
- Monumento naturale Pian Sant'Angelo
- Forre di Corchiano

## Società

### Evoluzione demografica
Abitanti censiti

### Tradizione e folclore
Presepe vivente
L’aspetto che caratterizza il Presepe vivente di Corchiano è la sua teatralità. Organizzato dall'Associazione Pro-Loco Corchiano, dalla sua nascita, (1969) fino ad oggi l'evento ha mantenuto immutato il suo sistema di svolgimento.
Il Presepe vivente di Corchiano è un vero e proprio spettacolo teatrale all'aperto focalizzato sul tema della Sacra Natività, di cui vengono ripercorsi i momenti più salienti. Lo spettacolo è arricchito da numerosi effetti di scena e dalla colonna sonora che accompagna tutto lo svolgimento dello spettacolo curata dal premio oscar Nicola Piovani e narrata dalla voce di Gigi Proietti.

## Cultura

### Eventi
Tra la prima e seconda domenica di agosto si svolgono numerose manifestazioni tra le quali il Fescennino D'Oro.

## Economia
Di seguito la tabella storica elaborata dall'Istat a tema Unità locali, intesa come numero di imprese attive, ed addetti, intesi come numero addetti delle unità locali delle imprese attive (valori medi annui).
|           | 2015                  |                              |                            |                |                       |                     | 2014                  |                | 2013                  |                |
| --------- | --------------------- | ---------------------------- | -------------------------- | -------------- | --------------------- | ------------------- | --------------------- | -------------- | --------------------- | -------------- |
|           | Numero imprese attive | % Provinciale Imprese attive | % Regionale Imprese attive | Numero addetti | % Provinciale Addetti | % Regionale Addetti | Numero imprese attive | Numero addetti | Numero imprese attive | Numero addetti |
| Corchiano | 211                   | 0,9%                         | 0,05%                      | 653            | 1,1%                  | 0,04%               | 215                   | 624            | 236                   | 712            |
| Viterbo   | 23.371                |                              | 5,13%                      | 59.399         |                       | 3,86%               | 23.658                | 59.741         | 24.131                | 61.493         |
| Lazio     | 455.591               |                              |                            | 1.539.359      |                       |                     | 457.686               | 1.510.459      | 464.094               | 1.525.471      |

Nel 2015 le 211 imprese operanti nel territorio comunale, che rappresentavano lo 0,9% del totale provinciale (23.371 imprese attive), hanno occupato 653 addetti, l'1,1% del dato provinciale (59.399 addetti); in media, ogni impresa nel 2015 ha occupato tre persone (3,09).

### Agricoltura
Una parte dell'economia del paese è retta dall'agricoltura e, in particolare, dalla coltivazione della nocciola romana.

## Infrastrutture e trasporti

### Ferrovie
Corchiano è servita da due stazioni ferroviarie:
- La stazione di Corchiano (ASTRAL) è collocata sulla ferrovia Roma-Civita Castellana-Viterbo;
- La stazione di Corchiano (FS) è collocata sulla ferrovia Orte-Capranica-Civitavecchia (RFI), sulla quale il servizio è interrotto dal 1994, sebbene il binario sia ancora presente tra Orte e Capranica.

### Strade
Corchiano tramite la Strada Provinciale 28 San Luca è collegata a Vignanello, tramite la strada provinciale 29 Cenciano è collegata a Civita Castellana, tramite la strada provinciale 71 Corchianese, è collegata a Fabrica di Roma, e tramite la strada provinciale 153 Delle Pastine, è collegata a Gallese.

## Amministrazione
Nel 1927, a seguito del riordino delle circoscrizioni provinciali stabilito dal regio decreto n. 1 del 2 gennaio 1927, per volontà del governo fascista, quando venne istituita la provincia di Viterbo, Corchiano passò dalla provincia di Roma a quella di Viterbo.
| Periodo         | Periodo         | Primo cittadino        | Partito              | Carica  | Note |
| --------------- | --------------- | ---------------------- | -------------------- | ------- | ---- |
| 1993            | 1997            | Bengasi Battisti       | Democrazia Cristiana | Sindaco |      |
| 1997            | 2002            | Bengasi Battisti       | lista civica         | Sindaco |      |
| 2002            | 2006            | Francesco Ceccarelli   | lista civica         | Sindaco |      |
| 2006            | 2011            | Bengasi Battisti       | lista civica         | Sindaco |      |
| 2011            | 2016            | Bengasi Battisti       | lista civica         | Sindaco |      |
| 2016            | 18 ottobre 2021 | Paolo Parretti         | lista civica         | Sindaco |      |
| 18 ottobre 2021 | in carica       | Gianfranco Piergentili | lista civica         | Sindaco |      |

## Sport

### Atletica leggera
- Alto Lazio ASD.[13]